# وريد كعبري
الأوردة الكعبرية أو العرق الشعاعى هي أوردة مرافقة تتبع الشريان الكعبري خلف اليد وعلى الجانب الوحشي للساعد. تتصل هذه الأوردة مع الأوردة الزندية لتكوّن الوريد العضدي.
تتبع هذه الأوردة نفس مسار الشريان الكعبري.

## روابط خارجية
- مقالة ii/r/RADIAL_VEIN في موسوعة جنرال اليكتريك الطبية